# Tommy Kirk

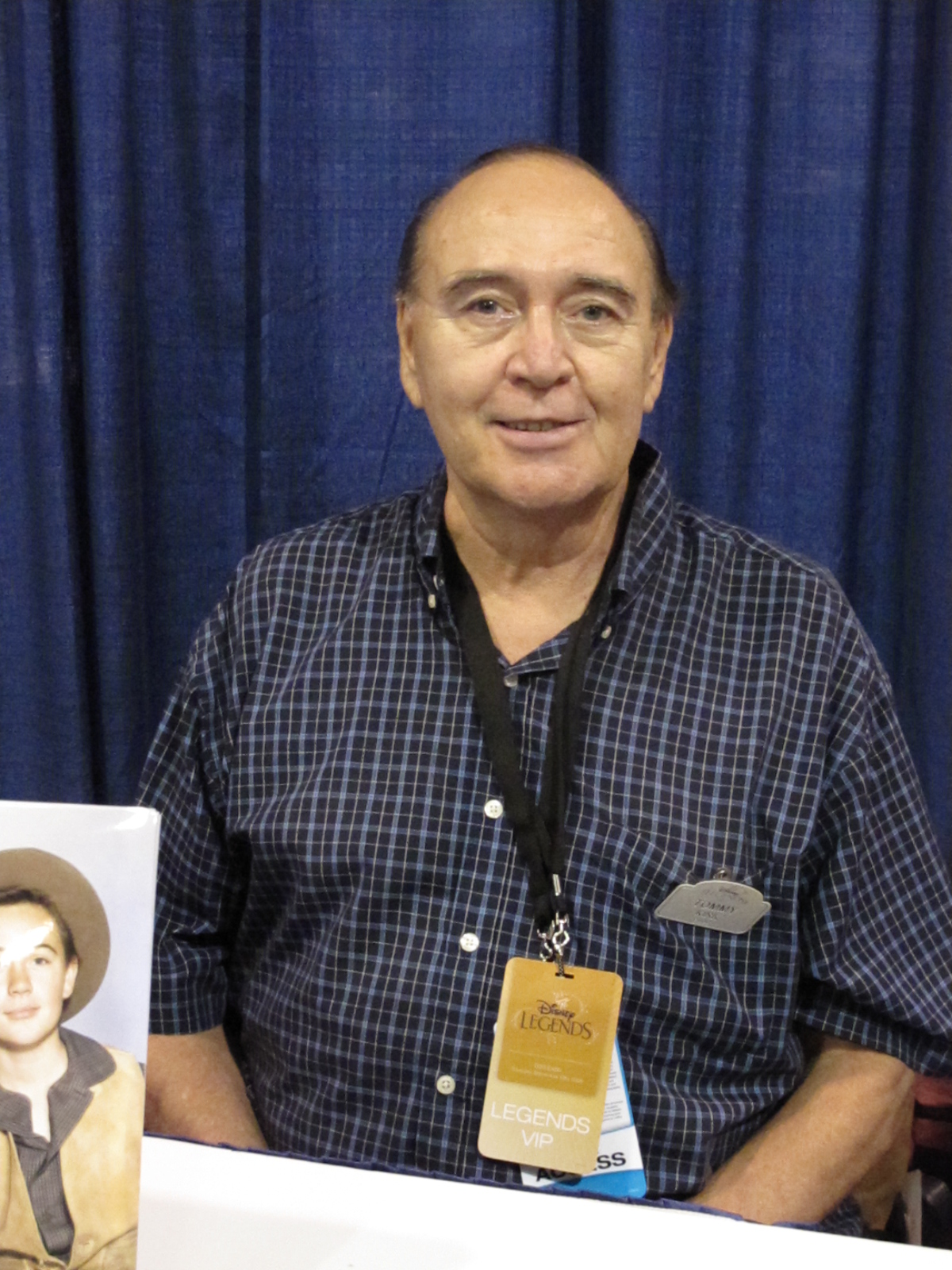
Tommy Kirk (2009)

Thomas Lee Kirk (* 10. Dezember 1941 in Louisville, Kentucky; † 28. September 2021 in Las Vegas, Nevada) war ein US-amerikanischer Schauspieler und Geschäftsmann.

## Leben
Kirk wuchs in Los Angeles auf und wurde im Alter von 13 Jahren bei einem Casting für eine Theaterproduktion von Eugene O’Neills Ah, Wilderness! entdeckt, bei dem sich eigentlich sein älterer Bruder für eine Rolle beworben hatte. Tommy Kirk erhielt seine erste Fernsehrolle im Jahr 1955, schon ein Jahr später war er in der Rolle des Joe Hardy einer der Hauptdarsteller in der 19-teiligen Fernsehreihe The Hardy Boys. Mit dieser Serie begann seine langjährige Zusammenarbeit mit den Disney Studios, wo er durch eine Reihe erfolgreicher Kinofilme zu einem der zeitweise erfolgreichsten Jungschauspieler Hollywoods wurde. Sein Freund Jello (1957), in dem er sich um einen Hund kümmert, und die Komödie Der unheimliche Zotti (1959), in der er sich in einen Hund verwandelt, waren sehr erfolgreich. Größere Rollen hatte er auch in den Disneyfilmen Dschungel der 1000 Gefahren, Babes in Toyland, Der fliegende Pauker und Der Pauker kann’s nicht lassen. Seine Karriere bei Disney fand ein rasches Ende, als Walt Disney von Kirks Homosexualität erfuhr und ihn aus seinem Studiovertrag entließ.
Ab 1964 war Kirk für das Studio American International Pictures (AIP) tätig, wo er in den damals populären Beach Movies, die auf ein jugendliches Publikum zielten, eingesetzt wurde. In diesen sommerlichen, schnell produzierten Strandkomödien war er einer der Hauptdarsteller. Kirk hatte allerdings inzwischen Alkohol- und Drogenprobleme entwickelt, was sich auch an einem manchmal unprofessionellen Verhalten am Set bemerkbar machte, wie er später offen zugab. Das Bekanntwerden von Skandalen machte in der Presse Kirks zuvor sauberes und familienfreundliches Image kaputt. Durch eine Negativschlagzeile verlor er beispielsweise die ihm schon sichere Rolle des jüngsten Elder-Sohnes im Western Die vier Söhne der Katie Elder mit John Wayne. Nach dem Abflachen der Strandfilmwelle wurden die Rollen für Kirk spärlich, sodass er Anfang der 1970er-Jahre die Schauspielerei weitgehend verließ.
Mitte der 1970er-Jahre überwand Kirk seine Suchtprobleme und betrieb anschließend 20 Jahre lang eine erfolgreiche Firma für Teppichreinigung in Los Angeles. Am Ende der 1980er-Jahre begann Kirk nebenbei in einer Handvoll Nebenrollen in billig produzierten Actionfilmen und Trash-Horror-Filmen zu spielen, mehrfach unter Regie von Fred Olen Ray. Im Ruhestand lebte er im kalifornischen Redding sowie in Las Vegas, wo er am 28. September 2021 im Alter von 79 Jahren tot in seiner Wohnung aufgefunden wurde.
2006 erhielt er eine Auszeichnung als eine der Disney Legends.

## Filmografie (Auswahl)
- 1955: TV Reader’s Digest (Fernsehserie, eine Folge)
- 1956: The Hardy Boys: The Mystery of the Applegate Treasure (Fernsehserie, 19 Folgen)
- 1957: Sein Freund Jello (Old Yeller)
- 1959: Der unheimliche Zotti (The Shaggy Dog)
- 1960: Dschungel der 1000 Gefahren (Swiss Family Robinson)
- 1961: Der fliegende Pauker (The Absent-Minded Professor)
- 1961: Aufruhr im Spielzeugland (Babes in Toyland)
- 1961: Mondgeflüster (Moon Pilot)
- 1962: Champagner in Paris (Bon Voyage!)
- 1963: Im Tal der Apachen (Savage Sam)
- 1963: Der Pauker kann’s nicht lassen (Son of Flubber)
- 1964: Pyjama-Party (Pajama Party)
- 1964: Die übersinnlichen Abenteuer des Merlin Jones (The Misadventures of Merlin Jones)
- 1965: Eine Uni voller Affen (The Monkey’s Uncle)
- 1965: Village of the Giants
- 1966: Erbschaft mit Hindernissen (The Ghost in the Invisible Bikini)
- 1966: Mars braucht Frauen (Mars Needs Women)
- 1967: It’s a Bikini World
- 1967: Blood of Ghastly Horror
- 1968: Mars braucht Frauen (Mars Needs Women) (Fernsehfilm)
- 1969: Höhle des Grauens (It’s Alive!) (Fernsehfilm)
- 1971: Ride the Hot Wind
- 1973: Die Straßen von San Francisco (The Streets of San Francisco; Fernsehserie, Folge Deadline)
- 1987: Street Power (Street of Death)
- 1995: Attack of the 60 Foot Centerfold
- 1998: Little Miss Magic – Die kleine Hexe (Little Miss Magic)
- 2001: The Education of a Vampire